# Combat Mission: Beyond Overlord
Combat Mission: Beyond Overlord è il primo videogioco della serie Combat Mission, pubblicato nel 2000 per Windows e Mac OS.